# Alfred Gleitze
Alfred Gleitze (* 1. Januar 1934 in Berlin; † 27. August 2004 ebenda) war ein deutscher Politiker, der im Laufe seines Berufslebens verschiedene Positionen in der Berliner Kommunalverwaltung innehatte.
Gleitze besuchte die Volks- und Oberschule in Berlin; zunächst in Treptow im Osten, ab 1949 nach der Übersiedlung seiner Familie in den Westteil in Steglitz. Später studierte er Rechts- und Wirtschaftswissenschaft an der Freien Universität Berlin und der Albert-Ludwigs-Universität in Freiburg im Breisgau.
Sein politisches Engagement begann er bei der Sozialistischen Jugend Deutschlands (SJD), dem Jugendverband der SPD, bei denen er im Kabarett Die Zivilisten spielte. Auch seine Funktionärslaufbahn begann hier; er wurde zunächst Steglitzer Kreisvorsitzender und war von 1965 bis 1969 Vorsitzender des Berliner Landesverbands. In dieser Funktion führte er Zeltlager und Fahrten zu Gedenkstätten in ehemaligen Vernichtungslagern durch. Er schaffte es, an Fahrten in westliche Sommerlager auch Jugendliche aus der Tschechoslowakei teilnehmen zu lassen.

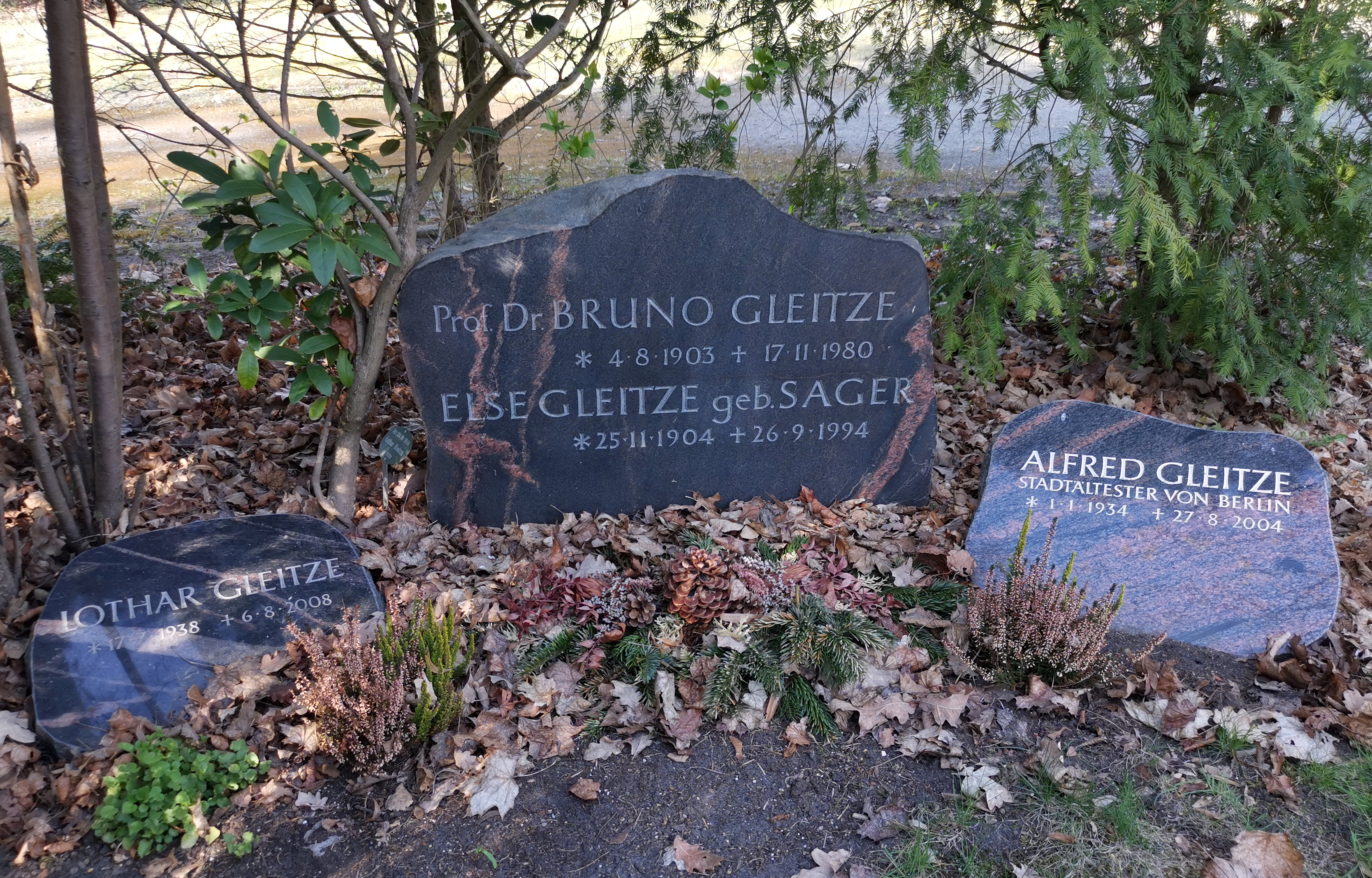
Familiengrab auf dem Parkfriedhof Neukölln

Der SPD trat Gleitze 1954 bei und der ÖTV 1959. Von 1959 bis 1965 war er Leiter der Pressestelle des Bezirksamts Berlin-Kreuzberg; er bezeichnete diese Zeit als prägend für seine Auffassung von Politik. In seiner weiteren politischen Karriere war er Bezirksstadtrat für Jugend und Sport in Berlin-Schöneberg (1969–1971), Bezirksbürgermeister von Schöneberg (1971–1975) und Stadtrat für Finanzen und Wirtschaft in Schöneberg (1975–1985) sowie stellvertretender Bezirksbürgermeister (1975–1981). Außerdem war er von 1963 bis 1969 und 1985 bis 2001 Bezirksverordneter in der Bezirksverordnetenversammlung von Schöneberg, davon 1965 bis 1969 sowie 1989 bis 1995 als deren Vorsteher.
Für seine Arbeit wurde ihm am 7. Juli 2004 die Stadtältestenwürde verliehen. Seine Tochter Angelika Schöttler war von 2011 bis 2021 Bezirksbürgermeisterin von Tempelhof-Schöneberg.
Alfred Gleitze wurde auf dem Parkfriedhof Neukölln in Berlin-Britz bestattet (Urnenhain, Abt. 104, Nr. 304).